# باشگاه فوتبال بلدیه‌اسپور آق‌حصار
باشگاه فوتبال بلدیه‌اسپور آق‌حصار (به ترکی استانبولی: Akhisar Belediyespor) باشگاه فوتبال ترکیه‌ای است که در سال ۱۹۷۰ در آق‌حصار تأسیس شده‌است و هم‌اکنون در سوپر لیگ فوتبال ترکیه بازی می‌کند. ورزشگاه ۱۹ مه مانیسا محل انجام بازی‌های خانگی این تیم می‌باشد..این تیم فوتبال در ۲۶ مه ۲۰۱۹ بهلیگ فوتبال دسته اول ترکیه سقوط کرد

## دست آورد ها
- قهرمانی جام حذفی فوتبال ترکیه در سال ۲۰۱۹